# Monique Cottret
Pour les articles homonymes, voir Cottret.
Monique Cottret, née Astruc le 25 janvier 1952, est une historienne et universitaire française. Elle est professeure émérite d'histoire moderne à l'université Paris-Nanterre et spécialiste du jansénisme et des mentalités modernes. 

## Biographie
Après des études secondaires au lycée Racine, puis en classes préparatoires au lycée Condorcet et au lycée Chaptal, Monique Cottret poursuit des études d'histoire à l'université Paris-Nanterre. Elle est agrégée d'histoire en 1974. Elle est professeur dans l'enseignement secondaire, puis elle est nommée maître de conférences à l'université de Nanterre (1988-1999) avant d'y être élue, en 1999, professeur d'histoire moderne. Elle dirige, jusqu'en 2012, le Centre d'histoire sociale et culturelle de l'Occident (CHISCO).
Elle soutient une thèse intitulée Les représentations mythiques de l'église primitive dans les polémiques entre les Jansénistes et les Jésuites (1713-1760), sous la direction de Robert Mandrou à l'université Paris-Nanterre, en cotutelle avec l'EHESS en 1980, et poursuit ses travaux sur le siècle des Lumières, en insistant sur les implications politiques des phénomènes religieux, en particulier sur le jansénisme, tant populaire que savant. Elle a collaboré avec Robert Mandrou, Jean Delumeau et Jean Nicolas.
Elle reçoit, avec son mari Bernard Cottret, le prix Pierre-Georges-Castex de littérature française de l’Académie des sciences morales et politiques 2006 pour leur livre Jean-Jacques Rousseau en son temps et, en 2016, le prix Madeleine-Laurain-Portemer de la même académie pour Histoire du jansénisme.
En 2015, elle est nommée professeur émérite de l'université Paris-Nanterre.

## Publications

### Ouvrages
- La Bastille à prendre, histoire et mythe de la forteresse royale, Paris, Puf, Coll. Histoire, 1986, 205 p.
- Jansénismes et Lumières. Pour un autre XVIIIe siècle, Paris, Albin Michel, 1998, 419 p.
- Culture et politique dans la France des Lumières (1715-1792), Paris, Albin Michel, 2002, 250 p.
- Jansénisme et puritanisme. Actes du colloque de Port-Royal (2001), avec Bernard Cottret et Marie-José Michel, Paris, Nolin, 2002.
- Jean-Jacques Rousseau en son temps, avec Bernard Cottret, Paris, Perrin, 2005, rééd. Tempus, 2011.
- Culture et politique dans la France des Lumières (1715-1792), Armand Colin, 2002, 254 p.
- Saintes ou Sorcières. L'héroïsme chrétien au féminin, avec Véronique Alemany et Bernard Cottret, Paris, Éditions de Paris, 2006.
- Normes et déviances, de la Réforme à la Révolution, Paris, Éditions de Paris, 2007, 240 p.
- Tuer le tyran ? Le tyrannicide dans l'Europe moderne, Fayard, 2009, 456 p.
- Les damnés du ciel et de la terre, avec C. Galland, Limoges, PULIM, 2010.
- Le Martyr(e), Moyen-Âge, Temps modernes, avec M. Belissa, Paris, Éditions Kimé, Paris, 2010
- Savoir et pouvoir au siècle des Lumières, avec J. Borm et B.Cottret, Paris, Ed. de Paris, 2011.
- Amour et désamour du prince, du haut Moyen Âge à la Révolution française, avec J. Barbier et L. Scordia, Paris, Kimé éditions, 2011
- Conciliation, Réconciliation, aux temps médiévaux et modernes, avec F. Collard, Presses universitaires de Paris Nanterre, 2012, 200 p.
- Histoire du jansénisme, Paris, Perrin, 2016, 416 p.
- (coll.) Les Nouvelles ecclésiastiques. Une aventure de presse clandestine au siècle des Lumières (1713-1803), Valérie Guitienne-Murger (dir.), Paris, Beauchesne, 2016.
- Choiseul - L'obsession du pouvoir, Tallandier, 2018, 512 p.  (ISBN 9791021031951)
- L'Europe des Lumières, 1680-1820, avec Bernard Cottret, Perrin, 2023, 888 p.  (ISBN 9782262105297)Prix Eugène-Colas, Académie française, 2024[5].

### Manuels
- La vie politique en France aux XVIe – XVIIe siècles, Paris-Gap, Ophrys, Coll. Synthèse Histoire, 1991, 155 p.
- avec Jean Delumeau, Le catholicisme entre Luther et Voltaire, collection Nouvelle Clio, Puf, Paris, 7e édition, 2010, 496 p.
- avec Bernard Cottret, Histoire politique de l'Europe aux XVIe – XVIIIe siècles, Oprhys, Paris-Gap, 1996, 262 p.

### Édition de textes
- Madame de Staël, Réflexions sur le procès de la reine, 1793, Montpellier, Presses du Languedoc, 1994, 125 p., rééd. Éditions de Paris, 2006.
- Jean-Jacques Rousseau, Lettre à Christophe de Beaumont, avec Bernard Cottret, Golion, Infolio, 2012, 157 p.
- Un magistrat janséniste, du siècle des Lumières à l’émigration : mémoires de Robert de Saint-Vincent, avec Valérie Guittienne-Mürger et Nicolas Lyon-Caen, Bordeaux, PUB, 2012, 838 p.
- Jean-François Grivel, Éduquer le peuple. Une école janséniste au faubourg Saint-Antoine à la veille de la Révolution, avec Valérie Guittienne-Mürger et Fabien Vandermarcq, Paris, Nolin, 2013.